# 마이 라띠마
《마이 라띠마》는 2013년에 개봉한 대한민국의 영화이다.

## 캐스팅
- 배수빈 : 수영 역
- 박지수 : 마이 라띠마 역
- 소유진 : 영진 역
- 고세원 : 준 역
- 김경익 : 상림 역
- 이준혁 : 상필 역
- 박성연 : 은주엄마 역
- 배성우 : 취업알선 브로커1 역
- 김강현 : 취업알선 브로커2 역
- Warunee Shin : 마이 라띠마 엄마 역
- Gornchawan Tachavichien : 마이 라띠마 여동생 역
- 배제기 : 아킬레스 역
- 장우영 : 윤마담 역
- 백혁종 : 호빠 매니져 역
- 김보연 : 호빠 여손님 역
- 염우림 : 호빠 손님 역
- 오유진 : 호빠 여자 역
- 곽숙성 : 폐지할머니 역
- 김대중 : 성가대 역
- 김주영 : 젊은 노숙자 역
- 공상아 : 여자 노숙자 역
- 박성택 : 노숙자 1 역
- 주상치 : 노숙자 2 역
- 정민성 : 노숙자 3 역
- 서영화 : 옥수수 아줌마 역
- 이광수 : 노래방 중년남 역
- 하일수 : 출입국 관리소 남직원 역
- 박새별 : 출입국 관리소 여직원 역
- 김민승 : 부동산 중개인 역
- 오동진 : 중년남 역
- 강숙 : 중년여 역
- 최우형 : 포항경찰1 역
- 유지욱 : 포항경찰2 역
- 김민성 : 핸드폰 대리점 직원 역
- 오민조 : 주유소 사장 역
- 김안숙 : 화장실 아줌마 역
- 임새미 : 편의점 알바 역
- 송유현 : 신발가게 점원 역
- 정인아 : 미장원 직원 역
- 박영민 : 노가다 십장 역
- 강성훈 : 우체국 직원 역
- 김윤지 : 나레이터 모델1 역
- Sritala Prangthip : 흐엉 역
- Suk Atin : 브로커 차 안 인도네시안 역
- Aung Tin Htun : 마리요뜨 역
- 이동진 : 양아치1 역
- 김광섭 : 양아치2 역
- 조수정 : 옛사랑 역
- 김영서 : 수영엄마 역
- 허명행 : 장사장 일행1 역
- 동현배 : 장사장 일행2 역
- 김주년 : 호빠1 역
- 이선구 : 호빠2 역
- 김권 : 호빠3 역
- 이진샘 : 호빠4 역
- 안태현 : 호빠5 역
- 박세종 : 편의점 중학생1 역
- 김선호 : 편의점 중학생2 역
- 김동현 : 마이 라띠마 아들 역
- 김이정 : 화장 고치는 여자 역
- 조응규 : 포항택시 기사 역
- Addy Adnan : 잡혀가는 이주노동자1 역
- Alice Alice : 잡혀가는 이주노동자2 역
- 김현배 : 트럭기사1 역
- 하은설 : 편의점 점원1 역
- 유지연 : 편의점 점원2 역
- 박재현 : 편의점 점원3 역
- 유훈희 : 환경미화원 역
- 곽기봉 : 호빠 웨이터1 역
- 박지수 : 호빠 웨이터2 역
- 최희원 : 은주 역
- 오달수 : 장물남 역 (우정출연)
- 오광록 : 고물상 주인 역 (우정출연)
- 최덕문 : 노래방 사장 역 (우정출연)
- 김수현 : 장사장 역 (우정출연)
- 백수련 : 시어머니 역 (특별출연)